# Apple Watch Ultra
Apple Watch Ultra是苹果公司推出的一款智能手表，于当地时间2022年9月7日的线上Apple特别活动与Apple Watch Series 8以及第二代的Apple Watch SE共同发布，属于Apple Watch产品线，搭载S8 SiP芯片，支持双频GPS，采用了410 x 502像素的49毫米屏幕，带有EN13319认证，此外也和Series 8一样支持车祸检测与指南针回溯。

## 引用
1. ↑  Grunin, Lori. . CNET.   [2022-09-08]. （原始内容存档于2022-09-08） （英语）.
2. ↑  Song, Victoria. . The Verge. 2022-09-07  [2022-09-08]. （原始内容存档于2022-09-07） （英语）.
3. ↑  . Apple Newsroom.   [2022-09-08]. （原始内容存档于2023-01-03） （美国英语）.